# Stephen Taber

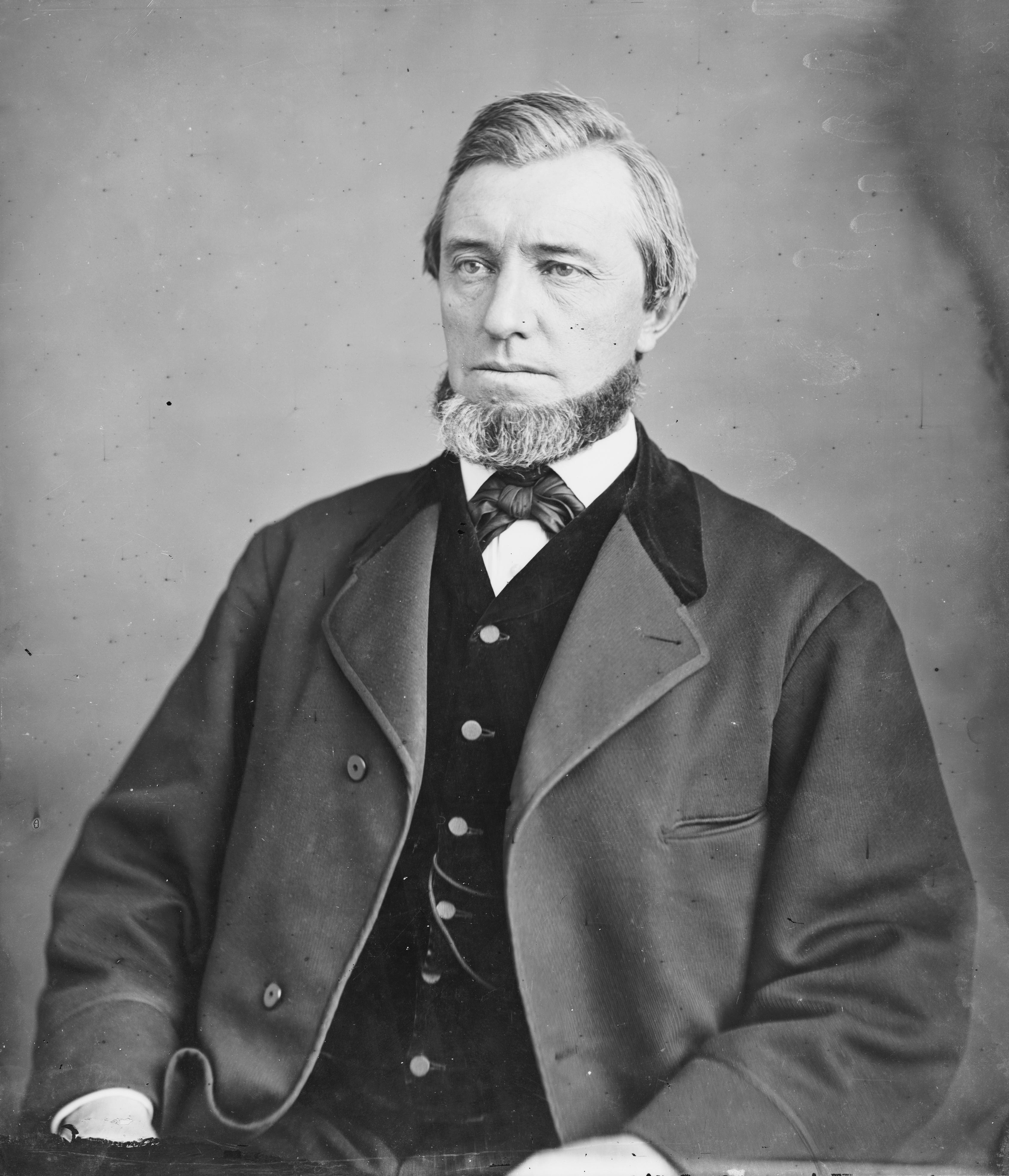
Stephen Taber

Stephen Taber (* 7. März 1821 in Dover, New York; † 23. April 1886 in New York City) war ein amerikanischer Politiker. Zwischen 1865 und 1869 vertrat er den Bundesstaat New York im US-Repräsentantenhaus.

## Werdegang
Stephen Taber, Sohn des Kongressabgeordneten Thomas Taber II., wurde sechs Jahre nach dem Ende des Britisch-Amerikanischen Krieges in Dover geboren und wuchs dort auf. Er genoss eine gute Schulbildung. Dann zog er nach Queens und ging der Landwirtschaft nach. In den Jahren 1860 und 1861 saß er in der New York State Assembly. Politisch gehörte er der Demokratischen Partei an. Bei den Kongresswahlen des Jahres 1864 wurde Taber im ersten Wahlbezirk von New York in das US-Repräsentantenhaus in Washington, D.C. gewählt, wo er am 4. März 1865 die Nachfolge von Dwight Townsend antrat. Er wurde einmal wiedergewählt. Da er auf eine dritte Kandidatur im Jahr 1868 verzichtete, schied er nach dem 3. März 1869 aus dem Kongress aus. Im Anfangsjahr des Bürgerkriegs half er bei der Gründung der Long Island North Shore Transportation Co. und diente dort mehrere Jahre als ihr Präsident. Er war Direktor der Long Island Rail Road. 1876 wurde er der erste Präsident der Roslyn Savings Bank, eine Stellung, die er einige Jahre bekleidete. Er verstarb am 23. April 1886 in New York City und wurde dann auf dem Roslyn Cemetery in Roslyn beigesetzt.